# 大野広一
大野 広一（おおの こういち、1891年（明治24年）4月1日 - 1986年（昭和61年）12月8日）は、大日本帝国陸軍軍人、著作家。
大野廣一（こういち）とも。最終階級は陸軍中将。

## 経歴
1891年（明治24年）4月1日に岐阜県で生まれた。陸軍士官学校第26期、陸軍大学校第38期卒業。歩兵科から憲兵科に転科した。
- 1935年8月1日 〜 1936年6月1日 - 陸軍士官学校の教官を務める。

1936年（昭和11年）6月に天津憲兵隊長に就任し、1932年（昭和12年）11月に陸軍憲兵大佐に進級。1938年（昭和13年）8月に支那駐屯憲兵隊総務部長に転じた。1940年（昭和15年）12月に陸軍少将に進級し、1941年（昭和16年）5月に北支那派遣憲兵隊総務部長に就任した。1942年（昭和17年）2月に関東憲兵隊総務部長に転じ、1943年（昭和18年）1月4日に関東憲兵隊司令官に着任。同年3月1日に陸軍憲兵学校長に転じ、8月26日に中支那派遣憲兵隊司令官に就任した。1945年（昭和20年）4月7日に陸軍中将に進級し、関東軍から本土決戦に備えるために内地に帰還した第11師団（第2総軍・第15方面軍・第55軍）の師団長に親補された。高知県で本土決戦に備える中で終戦を迎えた。

## 栄典
外国勲章佩用允許
- 1944年（昭和19年）3月30日 - 満州国：勲二位柱国章[5]

## 著作
- 『第十一師団歴史の概要』大野広一・著（1961年）
- 『日本弱体化憲法』大野広一・著（1968年）
- 『終戦当時第十一師団長陸軍中将大野広一回想録及著書と意見集並に生涯の体験から得た人生教訓』大野広一・著（1976年）[6]